# ماه مهربان
ماه مهربان فیلمی به کارگردانی و نویسندگی قاسم جعفری ساختهٔ سال ۱۳۷۴ است.

## خلاصه داستان
حمید شفیعی پس از مرگ همسرش مهتاب، زندگی جدیدی را با فرزند او آرش شروع می‌کند. معتمدی عموی آرش که در خارج از کشور به سر می‌برد برای بردن آرش به ایران بازمی‌گردد. حمید با مراجعه به وکیل، او را در جریان قرار داده و از او تقاضای کمک می‌کند. وکیل جوان (مرادی) نیز با مراجعه به استاد خود موضوع را مطرح کرده و با او مشورت می‌کند غافل از اینکه استاد وکیل معتمدی نیز هست. دادگاه پس از برگزاری جلسات مختلف رأی نهایی را صادر کرده و آرش را به معتمدی واگذار می‌کند. سرانجام مرادی به طور اتفاقی در جریان ارتباط استاد خود و معتمدی قرار گرفته و معتمدی را از قصد خود منصرف می‌سازد. معتمدی به خارج از کشور رفته و حمید نیز با خواهر مهتاب (مینا) ازدواج می‌کند.

## بازیگران
- شاهرخ غیاثی
- کتایون ریاحی
- بهزاد فراهانی
- حمیده خیرآبادی
- پویا کرمی
- سیامک تقی پور
- حسن اسدی
- لاله آق اولی
- حمید رضایی
- توران قادری
- پردیس محبتاش
- مرجان جلالی
- پرویز کلویر
- جمشید صادقیان
- سعید اعتماد
- محمدرضا اعتصام
- اسماعیل نظریان
- فرشته بهاری
- منصور فدوی
- آناهیتا علامه
- لادن عزیزی
- ناصر رشیدی
- پرویز سندانی
- شهرزاد جعفری